# Byxtjärnen (Kalls socken, Jämtland)
Byxtjärnen är en sjö i Åre kommun i Jämtland och ingår i Indalsälvens huvudavrinningsområde.